# Chiesa di San Martino (Stella)
La chiesa di San Martino è un luogo di culto cattolico situato nella frazione di San Martino, in piazza Stefano Serventi, nel comune di Stella in provincia di Savona. La chiesa è sede della parrocchia omonima facente parte del vicariato di Albisola-Varazze della diocesi di Savona-Noli.
È posta sul colle in cui convergono le strade provenienti da Albisola Superiore, Celle Ligure, Varazze e Giovo Ligure.
Nel territorio della parrocchia sono presenti i seguenti edifici religiosi: la cappella dell'Immacolata Concezione in località Verne, la cappella di San Pietro in località Teglia e la cappella di Sant'Anna.

## Storia
L'origine si pensa risalga al V o VI secolo, anche se la prima testimonianza scritta risale al 1251 per l'acquisto di una campana. L'edificio attuale è almeno in parte riconducibile al XVI secolo, anche se ha subito fortissimi rimaneggiamenti nel Settecento che le hanno conferito l'aspetto attuale. Fu unica parrocchia di Stella fino al 1567.

## Descrizione
L'edificio si presenta a croce latina con volta a botte, diviso in tre navate e sormontato da una cupola ottagonale interamente affrescata, originariamente a tempera da Domenico Buscaglia verso la fine dell'Ottocento. All'interno si notano altri affreschi e tele di Lazzaro De Maestri (in particolare un medaglione con la Incoronazione della Madonna) e di Paolo Gerolamo Brusco (soprattutto quello raffigurante San Martino del 1810).
Le navate sono scandite da sei pilastri (tre per lato) rifasciati in marmo e sormontati da capitelli dorati. Il pulpito è ottocentesco, mentre il battistero in marmo risale al 1728. Sono presenti inoltre statue di Anton Maria Maragliano e una statua di San Martino di Antonio Brilla. Il coro ligneo di fine Settecento fa da cornice al grandioso altare maggiore. In controfacciata si nota una tela di Agostino Ratti della fine del XVIII secolo raffigurante L'incoronazione della Vergine.
All'esterno da notare il campanile dipinto a colori vivaci e sormontato da cupola con copertura in tegole di ceramica.

## Galleria d'immagini

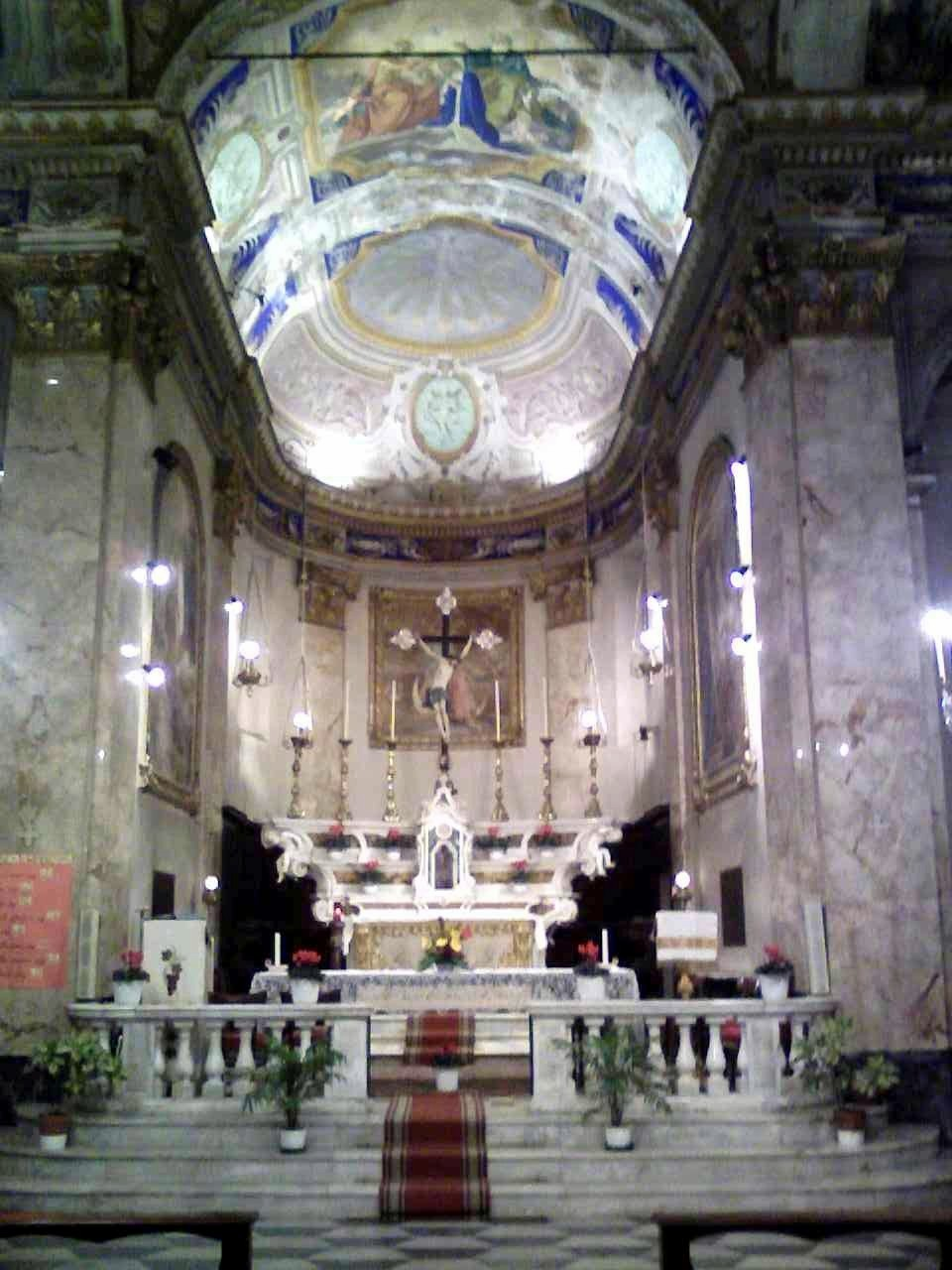
Il presbiterio
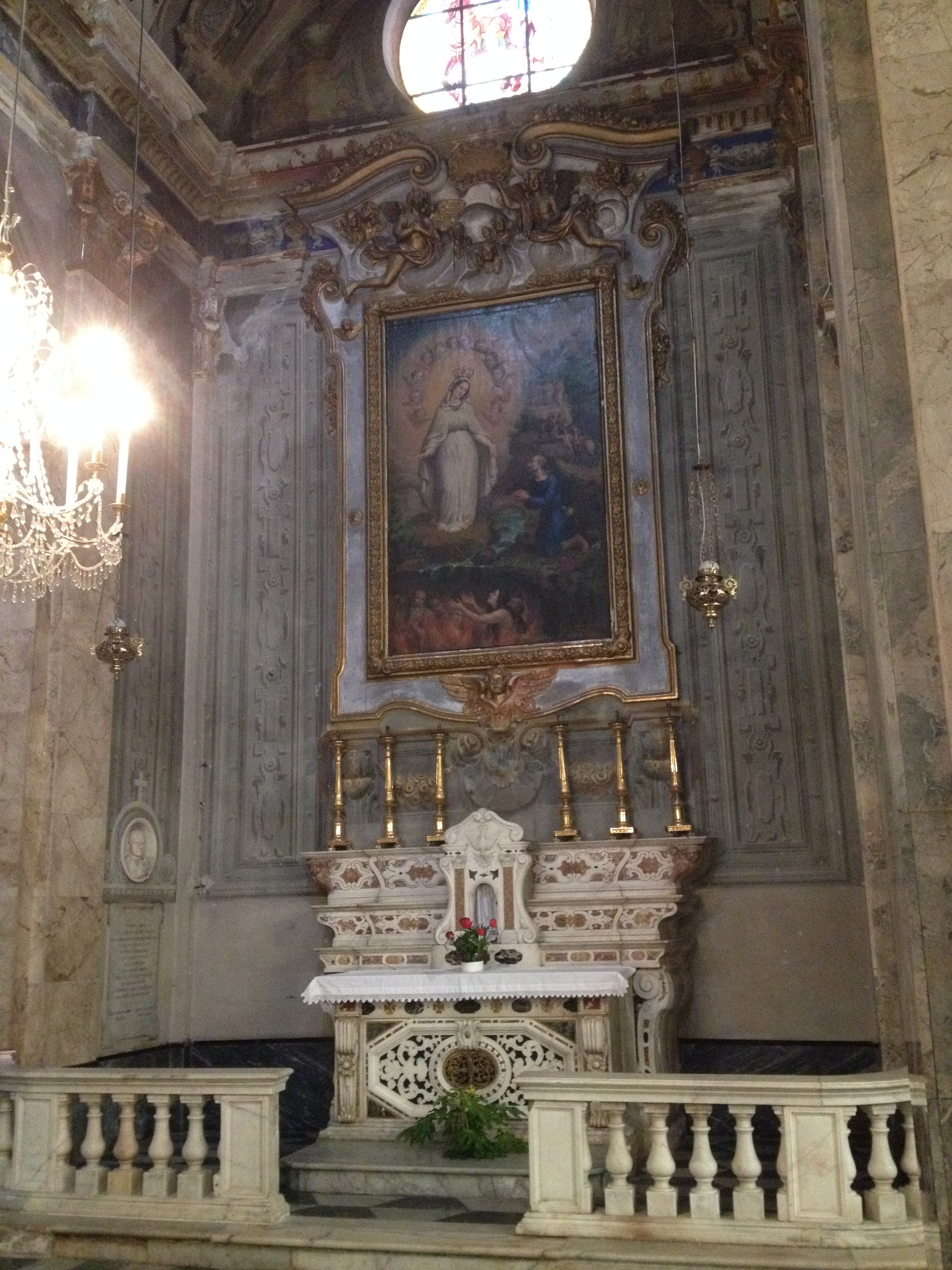
Cappella N.S. di Misericordia nel transetto destro
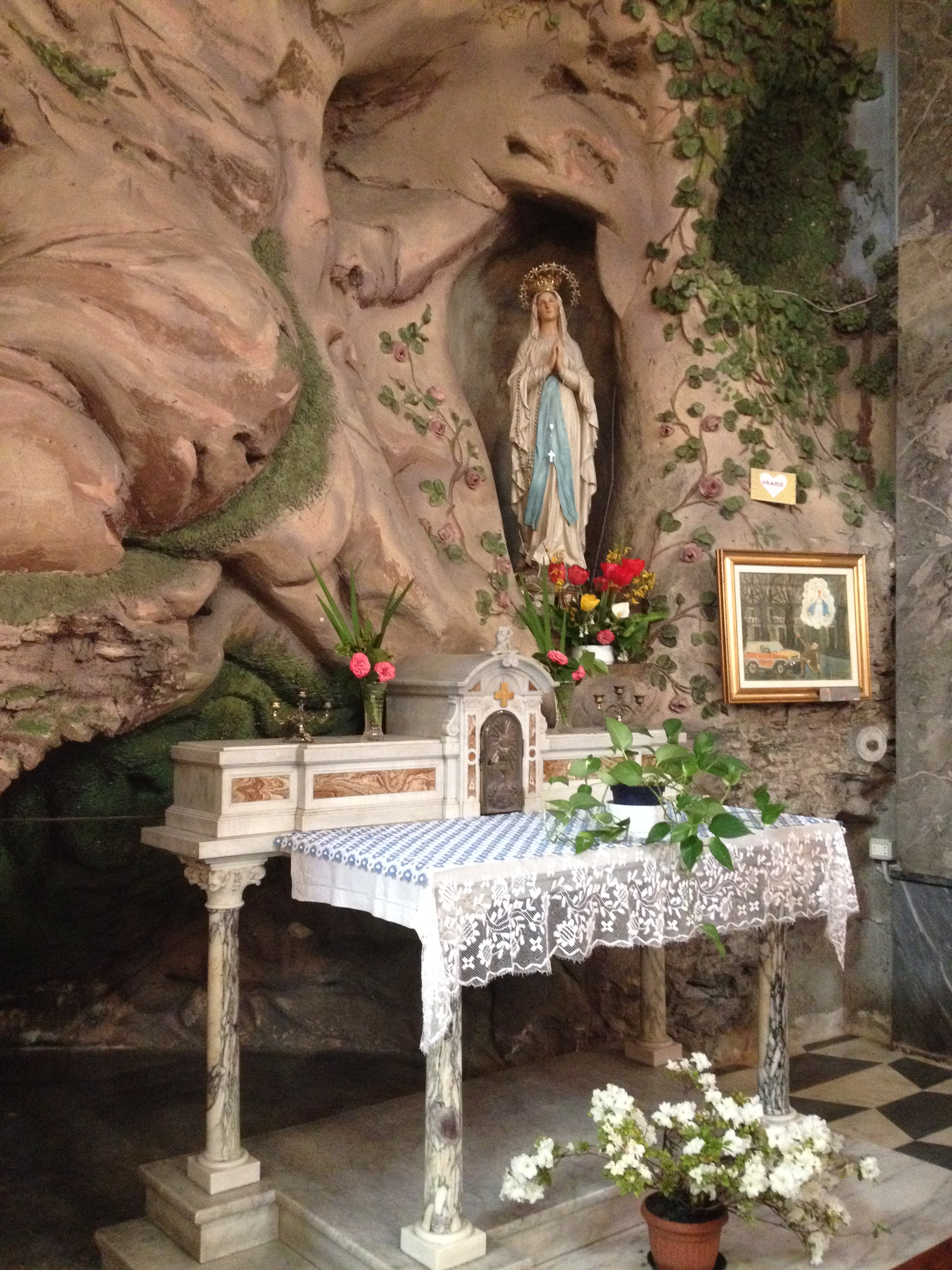
Cappella laterale N.S. di Lourdes
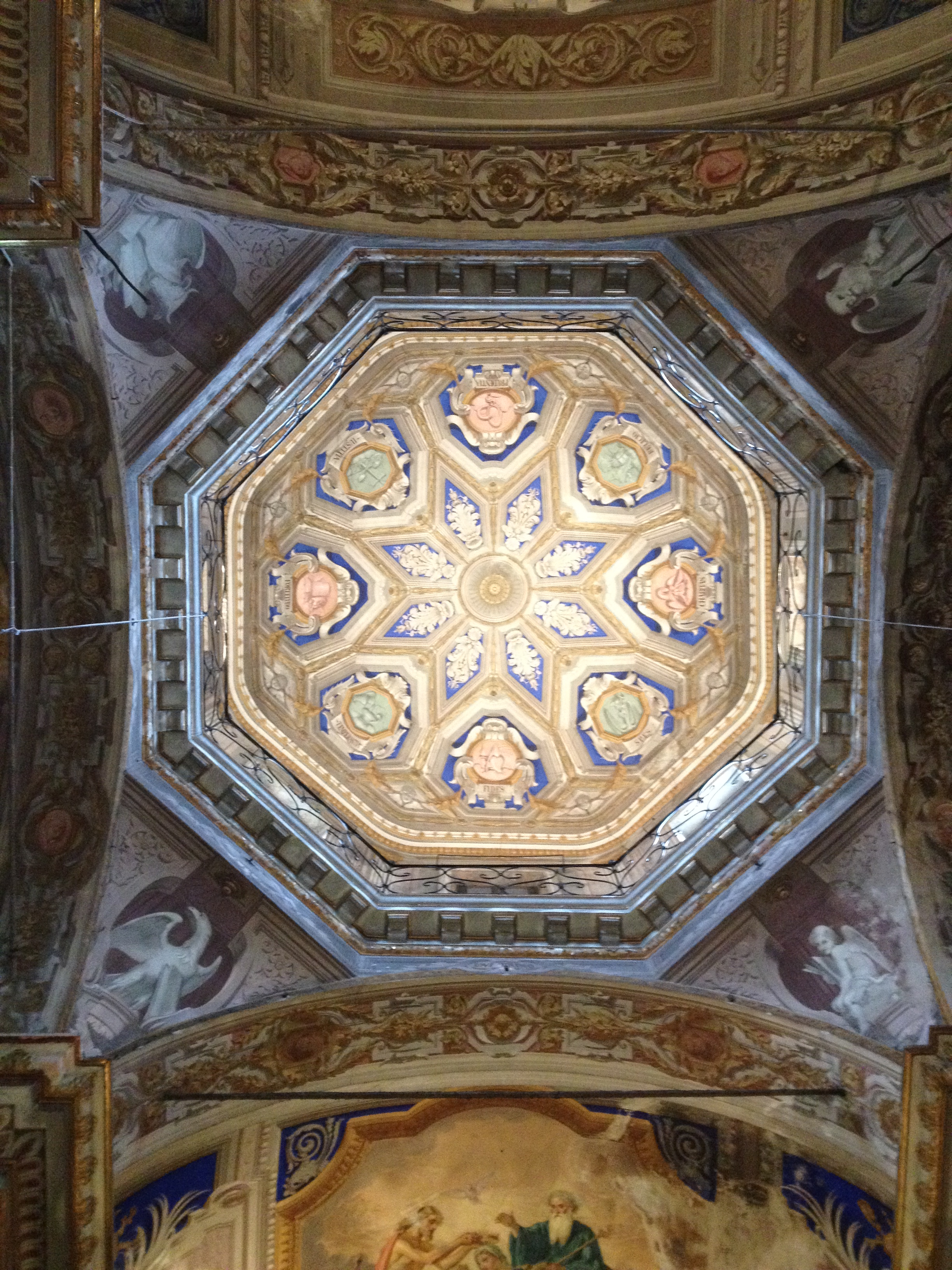
La cupola